# Ditt verk är stort, men jag är svag
Ditt verk är stort, men jag är svag är en böne- och diakonipsalm av Natanael Beskow från 1885. 
Melodin (C-dur, 3/2) är tjeckisk från 1576, bearbetad av Michael Praetorius 1610 och är samma melodi som används till den danska psalmen Op, al den ting, som Gud har gjort i den svenska psalmboken.
Texten blir fri för publicering år 2023.

## Publicerad i
- 1937 års psalmbok som nr 411 under rubriken "Trons bevisning i levnaden".
- Den svenska psalmboken 1986 som nr 95 under rubriken "Vittnesbörd - tjänst - mission".
- Den finladssvenska psalmboken 1986 nr 478 under rubriken "Ansvar och tjänande"